# Verfassungsreferendum in Somaliland 2001
Das Verfassungsreferendum in Somaliland am 31. Mai 2001 war eine Abstimmung im de facto unabhängigen Somaliland (Norden von Somalia) über die Annahme der Verfassung Somalilands.
Gemäß offiziellen Angaben beteiligten sich mit 1,18 Mio. rund zwei Drittel der Stimmberechtigten, wovon 97,9 % die Verfassung annahmen. Beobachter bezweifelten, dass Beteiligung und Ja-Stimmen-Anteil tatsächlich derart hoch waren, es erscheint jedoch sicher, dass eine Mehrheit der Bevölkerung die Verfassung befürwortete. Dies wurde auch als indirektes Votum für die Unabhängigkeit Somalilands gewertet.
In der Region Sool, die zwischen Somaliland und dem angrenzenden somalischen Gebiet Puntland umstritten ist, war die Beteiligung bedeutend tiefer und lag etwa im Distrikt Las Anod bei 31 %. Wahlbeobachter des US-amerikanischen Initiative and Referendum Institute äußerten die Vermutung, dass diejenigen, die nicht abstimmten, auf diese Weise ihre Ablehnung gegen die Unabhängigkeit und/oder gegen Präsident Mohammed Haji Ibrahim Egal kundtaten. Insgesamt sei die Abstimmung aber gewaltlos, frei und fair abgelaufen.
Die Übergangsregierung Somalias bezeichnete das Referendum als „illegal“.